# Naturschutzgebiet Heronger Heide
Koordinaten: 51° 22′ 17″ N, 6° 14′ 4″ O
Das Naturschutzgebiet Heronger Heide liegt auf dem Gebiet der Stadt Straelen im Kreis Kleve in Nordrhein-Westfalen.
Das Gebiet erstreckt sich südwestlich der Straelener Ortschaft Herongen. Am östlichen Rand verläuft die B 221, am westlichen Rand verläuft die Staatsgrenze zu den Niederlanden. Westlich liegt Venlo und fließt die Maas, nördlich verläuft die A 40.

## Bedeutung
Für Straelen ist seit 2013 ein 210,77 ha großes Gebiet unter der Kenn-Nummer KLE-064 als Naturschutzgebiet ausgewiesen. Das Gebiet wurde unter Schutz gestellt, um einen großen zusammenhängenden Wald-Offenland-Komplex für artenreiche Lebensgemeinschaften und als Lebensstätte bestimmter wild lebender Tier- und Pflanzenarten zu erhalten.